# Phytocoris piceicola
Phytocoris piceicola är en insektsart som beskrevs av Knight 1928. Phytocoris piceicola ingår i släktet Phytocoris och familjen ängsskinnbaggar. Inga underarter finns listade i Catalogue of Life.